# Oxychilus deilus
Oxychilus deilus is een slakkensoort uit de familie van de Oxychilidae. De wetenschappelijke naam van de soort is voor het eerst geldig gepubliceerd in 1857 door Bourguignat.